# Sniptjärnen, Värmland
Sniptjärnen är en sjö i Torsby kommun i Värmland och ingår i Göta älvs huvudavrinningsområde. Sjön är 16,2 meter djup, har en yta på 0,0886 kvadratkilometer och befinner sig 368,7 meter över havet.

## Delavrinningsområde
Sniptjärnen ingår i det delavrinningsområde (667667-132742) som SMHI kallar för Utloppet av Lekvattensjön. Medelhöjden är 300 meter över havet och ytan är 11,77 kvadratkilometer. Räknas de 10 avrinningsområdena uppströms in blir den ackumulerade arean 413,25 kvadratkilometer. Rottnan som avvattnar avrinningsområdet har biflödesordning 3, vilket innebär att vattnet flödar genom totalt 3 vattendrag innan det når havet efter 372 kilometer. Avrinningsområdet består mestadels av skog (76 procent). Avrinningsområdet har 1,01 kvadratkilometer vattenytor vilket ger det en sjöprocent på 8,5 procent. Bebyggelsen i området täcker en yta av 0,12 kvadratkilometer eller 1 procent av avrinningsområdet.